# Bernat Calvó Puig i Capdevila

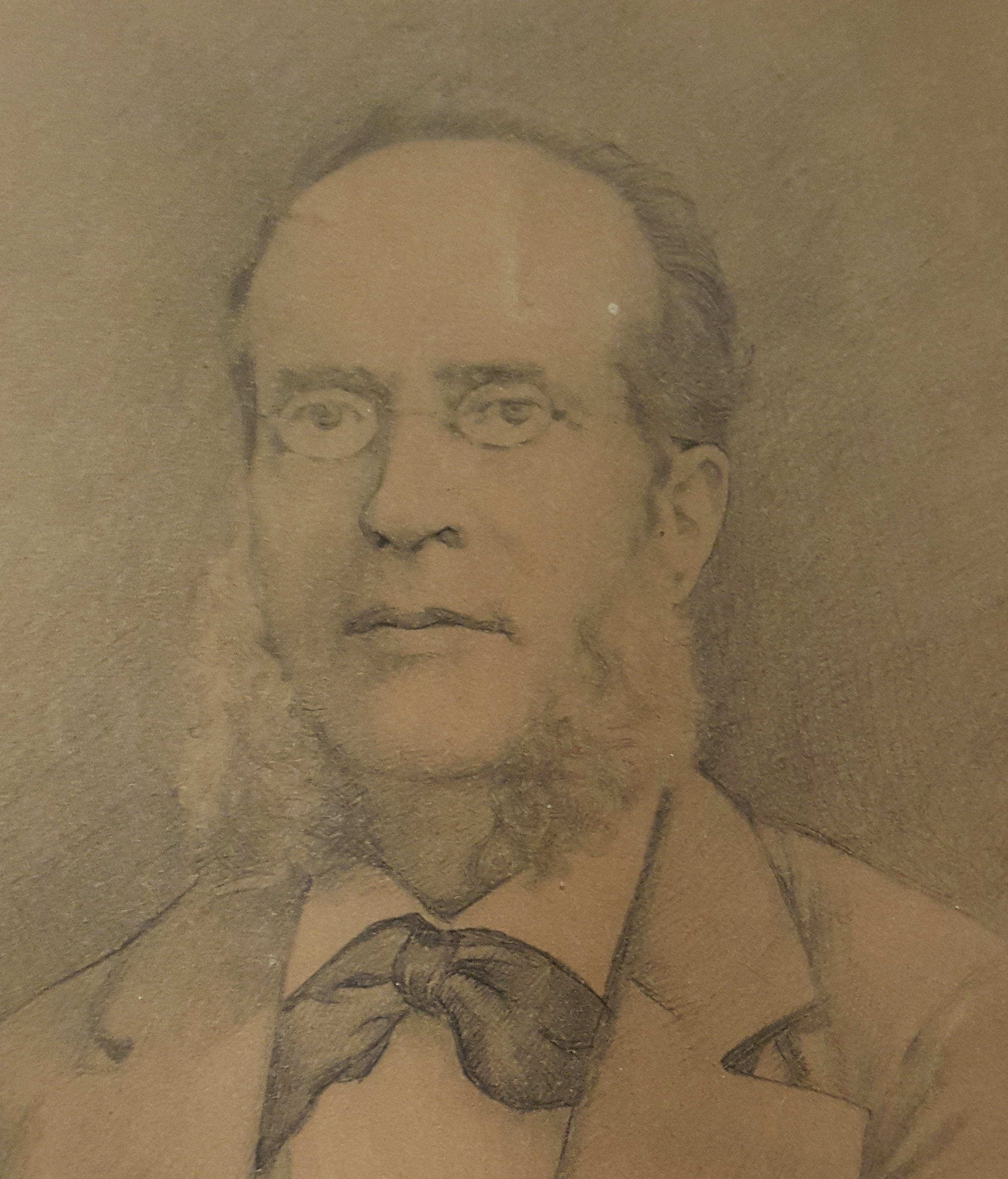
Bernat Calvó Puig i Capdevila

Bernat Calvó Puig i Capdevila (* 23. Februar 1819 in Vic; † 25. März 1880 in Barcelona) war ein katalanischer Organist, Kapellmeister und Komponist. Er war einer der bedeutendsten sakralen Komponisten der iberischen Halbinsel im 19. Jahrhundert.

## Leben und Werk
Mit nur sieben Jahren trat Bernat Calvó Puig in den Chor der Kathedrale von Vic ein. Mit vierzehn Jahren fungierte er als zweiter Organist an dieser Bischofskirche. Um 1838 zog er nach Barcelona und setzte dort seine musikalischen Studien beim Kapellmeister von Santa Maria del Pi Josep Rosés und beim Organisten und Komponisten Joan Quintana fort.
Ab 1842 wirkte er an der Kirche Santa Maria del Pi und ab 1844 an Santa Maria del Mar als Organist. Ab 1853 wurde er Nachfolger von Francesc Andreví als Kapellmeister an der Kirche La Mercè de Barcelona.
Er wirkte als Musikkritiker und komponierte über 600, die Enciclopèdia de la Música spricht von 700, kirchenmusikalische Werke: Davon über 60 Messen, zwei Oratorien, El descenso de la Virgen en Barcelona („Der Abstieg der Jungfrau Maria in Barcelona“) und La última noche de Babilonia („Die letzte Nacht von Babylon“), die Oper (Il Solitario, „Der Einsiedler“), symphonische und Kammermusik sowie Werke für Tasteninstrumente. Er schrieb die Totenmesse für General Castaños für großen Chor und für einfachen Gesang mit Instrumentalbegleitung. Das bereits erwähnte Oratorium El descenso de la Virgen en Barcelona  wurde anlässlich der Gründung des Orden de la Merced y Misericordia („Orden der Gnade und Barmherzigkeit“) uraufgeführt.
Bernat Calvó Puig war Mitglied der Real Academia de Bellas Artes de San Fernando. Papst Pius IX. verlieh ihm eine Auszeichnung für eine Messe, die dieser dem Papst gewidmet hatte.